# 경일중고등학교
경일중·고등학교(京一中·高等學校)는 서울특별시 성북구 정릉동에 있던 사립학교이다. 학생이 있는 상태에서 법적으로 학기중 폐교된 전무후무한 사례가 되었다.

## 학교 연혁
- 1967년 : 개교
- 1970년 5월 11일 오후 5시: 폐교